# Pikrit

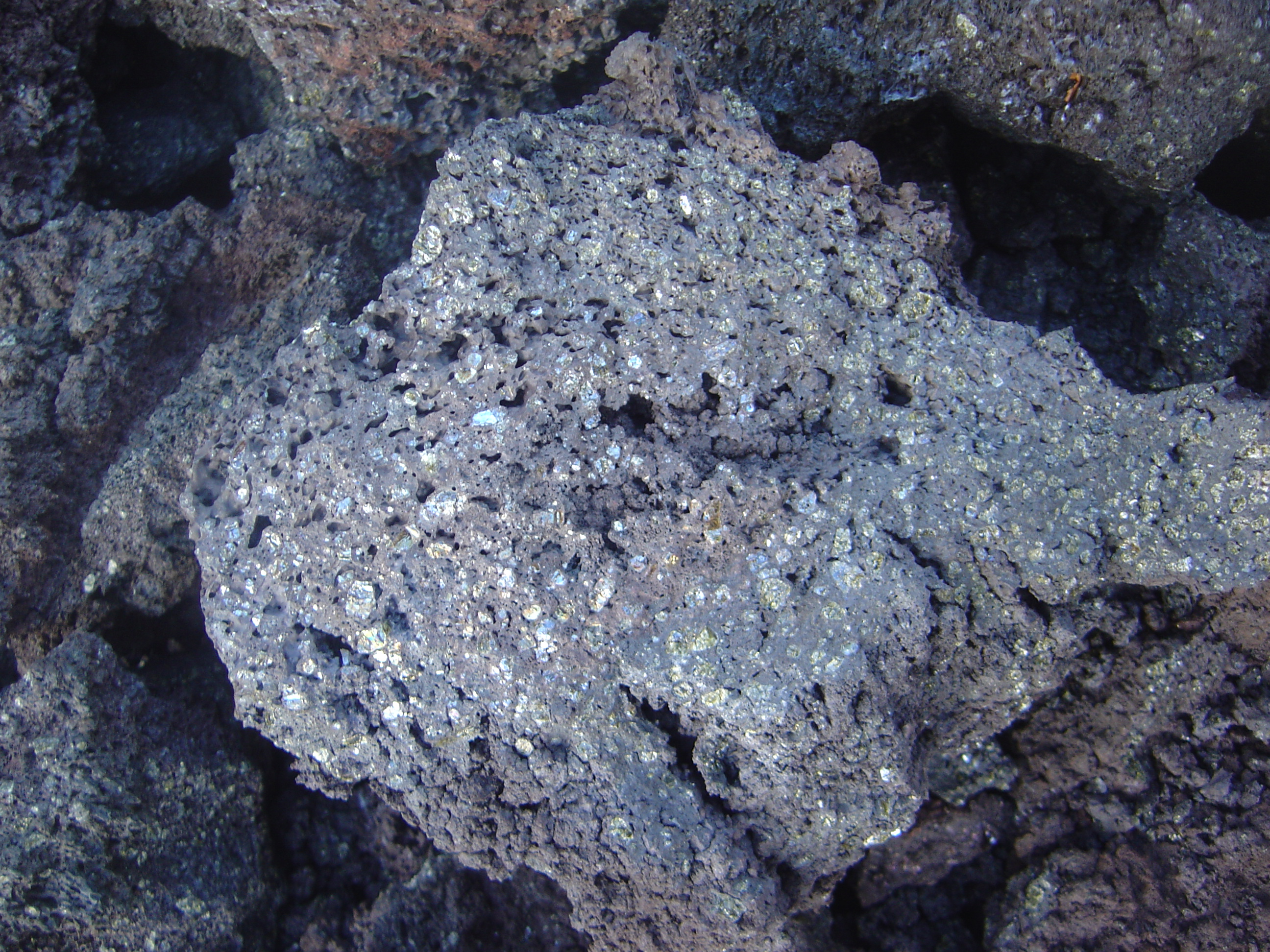
Pikrit des Vulkans Piton de la Fournaise

Pikrit ist (gemäß der aktuellen Definition der International Union of Geological Sciences) der Name für ein vulkanisches Gestein, welches eine chemische Zusammensetzung innerhalb der folgenden Grenzwerte aufweist: 52 % > SiO2 > 30 %; MgO > 12 %; (K2O + Na2O) < 3 %. Im TAS-Diagramm können Gesteine, welche sich innerhalb dieser Grenzen bewegen, sowohl in das Feld der Foidite wie auch in die Felder der Picrobasalte oder Basalte fallen; in diesem Fall ist die Bezeichnung „Pikrit“ vorrangig.
Der Begriff wurde früher in einem breiteren Sinn gebraucht; so findet man in der älteren Literatur auch die Definitionen als „vergrünte fein- bis grobkörnige Vulkanite, die zur Gesteinsfamilie der Basalte zählen“ oder „Metabasalte mit einem Anteil von über 50 % Olivin“ oder „eine Varietät von Dolerit oder Basalt, die extrem reich ist an Olivin und Pyroxen“.
Pikrite treten häufig zusammen mit Diabasen auf und sie haben zumeist ein porphyrisches Gefüge. Im Mineralbestand führen sie hellgrünen Olivin und dunklen Augit. Ferner können sie Hornblende, Bronzit und Biotit beinhalten. Akzessorische Gemengteile unter einem Prozent Anteil sind Apatit und Magnetit. Pikrite sind sehr dichte und dunkle (ultramafische) Gesteine.

## Vorkommen und Verwendung
Eines der wenigen in Europa abgebauten Vorkommen befindet sich in Hirzenhain in Hessen. Die dort abgebauten Natursteine werden für Skulpturen und für Grabdenkmäler verwendet. Dieser „Hessisch Neugrün“  genannte Stein lässt sich polieren und ist frostfest. In der näheren Umgebung finden sich noch weitere Vorkommen ähnlicher Naturwerksteine („Dillenburger“, „Rachelshäuser“, „Bottenhorner“ und „Aßlarer Pikrit“), die alle mehr oder weniger weitgehend alteriert sind, und bei denen daher nicht klar ist, ob sie der modernen Definition eines Pikrits entsprechen. Im 20. Jahrhundert wurde ein Pikrit bei Seibis (heute ein Ortsteil von Rosenthal am Rennsteig in der Region von Bad Lobenstein) abgebaut und für regionale sowie überregionale Bauvorhaben verwendet. In Russland befinden sich mehrere Pikrit-Lagerstätten. Auf Island sind Pikrite im Bereich der Reykjanes-Halbinsel und in der Gegend des Mývatn zu finden.

## Natursteinsorten
- Hessisch Neugrün, Abbau bei Hirzenhain in Hessen (östliches Rheinisches Schiefergebirge)
- Seibis, bei Seibis in Thüringen (Thüringer Schiefergebirge), Abbau mittlerweile eingestellt[7]